# Alexander Sinclair
Alexander Sinclair   (Liverpool, 28 de juny de 1911 - Kettering, 2 d'octubre de 2002) va ser un jugador d'hoquei sobre gel anglès de naixement, però canadenc d'adopció, que va competir durant les dècades de 1930 i 1940.
El 1936 va prendre part en els Jocs Olímpics de Garmisch-Partenkirchen, on guanyà la medalla de plata en la competició d'hoquei sobre gel.